# ESPN極限運動競賽
《ESPN極限運動競賽》是一款於1995年推出的競速遊戲，由美國索尼互動工作室開發，索尼電腦娛樂發行，並推出了PlayStation以及MS-DOS兩個版本。美國索尼互動工作室根據1995年的第一屆「世界極限運動大賽」（X Games）極限運動比賽中比賽項目而製作出此遊戲。
本遊戲在ESPN標籤許可過期後重新命名為《極限1》（1Xtreme），並在PlayStation遊戲精選集「Greatest Hits」中重新包裝，而遊戲中所有ESPN的標誌以及相關的內容亦被移除。

## 遊戲特色
《ESPN極限運動競賽》從世界極限運動大賽中抽取了四種競賽項目：街道雪橇、山地單車賽、滑輪溜冰及滑板比賽並加入到遊戲之中成為四種全要比賽種類，共有六條不同的賽道。而賽道則分別位於五個地點：意大利、美國塔霍湖、南美洲、美國三藩市與美國猶他州。
玩家在遊戲中可選擇扮演其中一位參賽者，每位可選的選手都會有不同的能力和各自擅長的極限運動裝備。玩家在各比賽中依線性的指定賽道鬥快到達終點為之勝利。玩家在賽道中要避開或跳過障礙物以防跌倒。特別的是，玩家可以在比賽之中對左右兩方的參賽者出拳與踢開使其跌倒。同時，在故事模式中，賽道中會放置了一些閘門，玩家在比賽中途穿過它們即可獲得指定分數及金錢，以讓玩家以金錢加強裝備。
在多人遊戲模式中，遊戲最多可把畫面分割成兩個小畫面以供兩名玩家同時進行遊戲。
遊戲同時找了於ESPN電視台的運動比賽旁術Suzy Kolber為遊戲中的旁術配音。

## 外部連結
- （英文）《ESPN極限運動競賽（页面存档备份，存于）》在IGN上的資料
- （英文）《ESPN極限運動競賽[永久]》在Gamespot上的資料
- （英文）《ESPN極限運動競賽（页面存档备份，存于）》在MobyGames上的資料